# Верхній Єруслан (Волгоградська область)
Верхній Єруслан (рос. Верхний Еруслан) — село у Старополтавському районі Волгоградської області Російської Федерації.
Населення становить 511 осіб. Входить до складу муніципального утворення Кановське сільське поселення.

## Історія
Село розташоване у межах українського історичного та культурного регіону Жовтий Клин.
Село засноване 1857 року.
Згідно із законом від 17 січня 2005 року № 991-ОД органом місцевого самоврядування є Кановське сільське поселення.

## Населення
| 2010 |
| ---- |
| 511  |